# Naoko Kawakami
Naoko Kawakami (川上 直子 Kawakami Naoko?), född 16 november 1977, är en japansk tidigare fotbollsspelare.
Naoko Kawakami spelade 48 landskamper för det japanska landslaget. Hon deltog bland annat i fotbolls-VM 2003 och OS 2004.